# Quintupla doppia
Quintupla doppia è un termine che nella pallacanestro definisce il raggiungimento da parte di un singolo giocatore in una partita della doppia cifra in tutte le statistiche: ad esempio 10 punti, 10 rimbalzi, 10 assist, 10 stoppate, 10 palle rubate.

## Quintuple doppie nella storia
Si tratta di un'eventualità molto rara e difficile da ottenere. Il primo caso registrato nella storia della pallacanestro è la quintupla doppia di Tamika Catchings in una gara liceale femminile disputata nel 1997, nella quale mise a segno 25 punti, 18 rimbalzi, 11 assist, 10 recuperi e 10 stoppate.
La seconda quintupla doppia di cui ci sia testimonianza fu a opera di Alex Montgomery della Lincoln High School di Tacoma: 27 punti, 22 rimbalzi, 10 assist, 10 palle rubate e 10 stoppate, in una partita nel gennaio 2007.
Aimee Oertner, della Northern Lehigh High School di Slatington, mise a referto 26 punti, 20 rimbalzi, 10 assist, 10 recuperi e 11 stoppate il 7 gennaio 2012.
Il 4 gennaio 2024, la giocatrice della Washington High School a South Bend Kira Reynolds ha messo a referto 14 punti, 18 rimbalzi, 12 assist, 11 palle rubate and 10 stoppate.

### Statistiche non ufficiali
Si dice che Wilt Chamberlain abbia fatto registrare una quintupla doppia il 18 marzo 1968 con 53 punti, 32 rimbalzi, 14 assist, 24 stoppate e 11 recuperi. Tuttavia, in quell'epoca la NBA non registrava in modo ufficiale i dati relativi alle palle rubate né alle stoppate: questi numeri di Chamberlain furono infatti approssimati dal reporter e statistico della squadra Harvey Pollack che assistette alla partita. La NBA non accetta questi dati come ufficiali: si noti, ad esempio, che il record di stoppate in gara singola appartiene a Elmore Smith, il quale in una partita del 1974 bloccò 17 tiri avversari, ben 7 di meno delle stoppate che, secondo Pollack, Chamberlain avrebbe realizzato in quella gara.